# Lago Lynch
El lago Lynch es una masa de agua superficial perteneciente a la cuenca del río Grande de Tierra del Fuego. Está ubicado en la isla Grande de Tierra del Fuego de la Región de Magallanes. Algunos mapas antiguos lo nombran "Ofhydro", "Offhydro", "Offhidro" u "Ofhidro".
(No debe ser confundido con la laguna Lynch, ubicada unos kilómetros al oeste de Punta Arenas.)

## Ubicación y descripción
El inventario público de lagos de la Dirección General de Aguas incluye dos veces el nombre propio "Lynch" una vez para la "laguna Lynch" y otra vez para "lago Lynch". Los mapas del Instituto Geográfico Militar de Chile de 1954 llaman a ambos "lago Lynch".
| Nombre       | Latitud  | Longitud | Comuna   |
| Lago Lynch   | 53°50" S | 69°25"W  | Timaukel |
| Laguna Lynch | 53°50" S | 69°09" W | Porvenir |

Tiene una forma equidimensional con un brazo que se dirige al noreste desde donde se desagua a través del río Riveros en el río Grande de Tierra del Fuego. Se extiende por 52 km² y su principal afluente es el río Mayer que drena los territorios colindantes a la hoya del río Paralelo que desemboca en el seno Almirantazgo.: 617 